# Налючи
Налючи — село в Парфинском муниципальном районе Новгородской области, входит в Полавское сельское поселение.
Село расположено на правом берегу реки Пола, у места впадения в неё реки Лоринки (Ларинки), в полутора километрах к юго-западу от села Новая Деревня.
Здесь-же расположен мост через Полу, соединяющий автомобильные дороги на левом берегу на Залучье и Демянск, а на правом берегу к железнодорожной станции в посёлке Пола и к деревне Беглово.

## История
Принято считать первым упоминанием о Налючах, упоминание в летописи под 1200 годом «Литва взяша Ловоть и до Налюча». А происхождение топонима трактуется от «на люци», то есть на луке — речной излучине, заливе или от личного древнеславянского Налютъ.
Первыми же переселенцами сюда считают ещё и карелов, причём поселения существовали на обоих берегах реки и назывались Большая и Малая карельская Налюца, Большая на правом берегу, а Малая на левом. Карелы же переселялись в Новгородскую землю после ого как по Тявзинскому и Столбовскому мирным договорам 1595 и 1617 гг. земли вокруг Ладожского озера и в устье Невы отошли от России к Швеции, значительная часть местного православного карельского населения вынуждена была переселиться южнее. К северу от Налючей находится болото Невий Мох. Топоним Невий — считают финно-угорского происхождения означающий болотистое место. На болоте Невий Мох, существовала мужская пустынь, упоминалась в 1677 году, в 1681 году числилась приписанной к Новгородскому архиерейскому дому, упразднена к середине XVIII века.
Со времён похода Ивана III на Новгород Налючский погост стал вотчиной Московских Великих князей, по духовной грамоте был завещан Василию III, а затем и Ивану Васильевичу Грозному, а до Московских князей им владела новгородская посадница Марфа Борецкая. Налючский (Налюцкий) погост относился к Курскому присуду Деревской пятины. Затем Налючи были центром Налючской волости Старорусского уезда Новгородской губернии. В 1894 году в Налючах был открыт земский Пятый врачебный участок Старорусского уезда — Васильевщинский, а в 1897 году приемный покой был переведен в деревню Васильевщину.
В годы Великой Отечественной войны село было оккупировано немецко-фашистскими войсками в 1941 году, но уже в начале 1942 года войска Северо-Западного фронта перешли в наступление по окружению 16 немецкой армии. В ходе этих боёв была ненадолго освобождена значительная часть Парфинского района, а демянская группировка фашистов была окружена. Из района деревни Рамушево фашисты пробили к Демянску «рамушевский коридор». У горловины этого коридора, на самом переднем крае, занимая стратегическое положение, оказалась деревня Налючи. Она много раз переходила из рук в руки. Этот участок фронта был важен, и его посещали маршалы Советского Союза Ворошилов, Тимошенко, Ватутин.
Через год после первого боевого применения «Катюш» 14 июля 1941 года под Оршей, 17 июля 1942 года в районе села Налючи раздался залп 144 пусковых рам-станков, оснащённых 300-мм реактивными снарядами. Это было первое применение столь же знаменитого впоследствии «Андрюши».
До весны 2010 года деревня относилась к Новодеревенскому сельскому поселению.

## Экономика
Государственное унитарное предприятие ОГУП «Налючи», бывший одноимённый совхоз «Налючи» Предприятие давно обанкротилось и было ликвидировано.

## Люди, связанные с селом
В Налючах скончался Елпидифор Антиохович Зуров, новгородский военный губернатор до 1846 года, а на средства его жены Екатерины Александровны Стройновской (Буткевич, Стройновская, Зурова) были проведены работы по благоустройству. Разбит парк, переходящий в сосново-берёзовый лес, а в парке выкопали пруды. В 1841 году на берегу Полы построили большую церковь во имя св. Троицы.
Стройновские купили Налючи после свадьбы, а в 1823 году окончательно переселились сюда. Через восемь лет старый граф умер, а Стройновская вышла замуж за Зурова. В 1846 году, выйдя в отставку, Зуров поселился вместе с женой в Налючах. По мнению некоторых исследователей Екатерина Александровна Стройновская послужила прообразом героини поэмы Пушкина «Евгений Онегин» — Татьяны Лариной, которой А. С. Пушкин был ровесником и симпатизировал после окончания лицея. У стен Троицкой церкви сохранились могилы Стройновских и Зурова.
Налючи — родина Иоанникия (Сперанского Ивана Никоновича) — епископа Красноярского, здесь он родился 31 декабря 1885 года в семье священника, настоятеля Троицкой церкви, а затем окончил Новгородскую духовную семинарию.
В годы Великой Отечественной войны здесь совершил свой подвиг Герой Советского Союза, парторг роты Айдогды Тахирович Тахиров.